# سفارة السعودية في عمان
سفارة المملكة العربية السعودية في عمان هي البعثة الدبلوماسية السعودية في المملكة الأردنية الهاشمية في عمان، عاصمة الأردن. تقع السفارة في منطقة عبدون. يترأس البعثة خالد بن فيصل بن تركي آل سعود منذ أكتوبر 2015م.